# Dąbrówka Polska (osada)
Dąbrówka Polska – osada w Polsce położona w województwie warmińsko-mazurskim, w powiecie gołdapskim, w gminie Banie Mazurskie.
W latach 1975–1998 miejscowość należała administracyjnie do województwa suwalskiego.
Osady nie należy mylić z leżącą w tej samej gminie wsią Dąbrówka Polska.